# Cantonul Nantes-2
Cantonul Nantes-2 este un canton din arondismentul Nantes, departamentul Loire-Atlantique, regiunea Pays de la Loire, Franța.